# Ceroplesis fasciata
Ceroplesis fasciata là một loài bọ cánh cứng trong họ Cerambycidae.